# Сан-Хуанито (остров)
Мария-Хуанито (исп. Isla San Juanito) — остров в архипелаге Лас-Трес-Мариас в Мексике, штат Наярит, муниципалитет Сан-Блас.
Находится в 110 км от материковой части страны. Северней острова Мария-Мадре. Является четвёртым по величине островом архипелага, площадь — 9,1 км². Климат субтропический. Постоянного населения не имеет.
Остров открыл Диего Уртадо де Мендоса, двоюродный брат Эрнана Кортеса в 1532 году. На острове организован природный заповедник.